# Maris Mägi
Maris Mägi, née le 11 août 1987 à Tartu, est une athlète estonienne, spécialiste du 400 mètres et du 400 mètres haies.

## Biographie
Elle détient ou a détenu le record d'Estonie dans plusieurs disciplines de l'athlétisme.
En 2004 elle bat le record du 400 mètres en 53 s 69 à l'âge de 16 ans.
En 2007 elle fait partie du relais 4 × 400 mètres estonien qui réalise 3 min 36 s 82 à Odense.
Le 19 juillet 2013 elle bat le record du 4 × 100 mètres en 45 s 42 à Valmiera. Neuf jours plus tard, lors des championnats nationaux, elle pulvérise le record d'Estonie du 400 mètres haies en 56 s 56, malheureusement elle manque les minima pour un centième, ce qui lui aurait permis de participer à ses deuxièmes championnats du monde d'athlétisme après ceux de 2011 où elle a atteint les demi-finales.
Elle est entraînée par ses parents, tout comme son frère Rasmus.

### Palmarès
| Date | Compétition                   | Lieu   | Résultat | Épreuve | Performance |
| ---- | ----------------------------- | ------ | -------- | ------- | ----------- |
| 2005 | Championnats d'Europe juniors | Kaunas | 5e       | 400 m   | 54 s 26     |

#### National
- 6 titres au 400 m
- 4 titres au 400 m haies
- 3 titres au 200 m[5]

### Records
| Épreuve          | Performance  | Lieu    | Date            |
| ---------------- | ------------ | ------- | --------------- |
| 400 mètres       | 52 s 21      | Sydney  | 19 mars 2011    |
| 400 mètres haies | 56 s 56 (RN) | Tallinn | 28 juillet 2013 |